# Marcelino de Brito Pereira de Andrade
Marcelino de Brito Pereira de Andrade (Barbacena, 1827 — Juiz de Fora, 27 de maio de 1905), primeiro e único barão e visconde de Monte Mário.
Fazendeiro de café em Juiz de Fora e coronel da Guarda Nacional, mais tarde, Pereira de Andrade viria a ser o fundador do Banco de Crédito Real de Minas Gerais.
Em 1886, foi agraciado com o título nobiliárquico de barão de Monte Mário e, três anos mais tarde, elevado a visconde de Monte Mário.
Foi vereador em Juiz de Fora, entre 1887 e 1890.
Sua esposa, a baronesa consorte de Monte Mário, foi D. Belarmina Augusta Teixeira, que lhe deu cinco filhos: Júlio, Eugênio, Oscar, Maria Amélia e Maria Eugênia. Falecida precocemente, a baronesa foi sepultada em Barbacena, ao passo que o visconde repousa em um enorme mausoléu em Juiz de Fora.
Dos cinco filhos do visconde, somente Oscar viria a perpetuar o nome dos Pereira de Andrade.